# Seco Mines (Teksas)
Seco Mines je naseljeno mjesto za statističke potrebe u američkoj saveznoj državi Teksas. Prema popisu stanovništva iz 2010. u njemu je živjelo 560 stanovnika.